# Безбожник (газета)
«Безбожник» — щотижневе російськомовне періодичне видання в СРСР антирелігійного спрямування, що проіснувало за підтримки радянського уряду з 21 грудня 1922 до 20 липня 1941 року.
Припинення видання пов'язали з початком війні проти Німеччини. В повоєнний період видання газети «Безбожник» не було відновлено.

## Історія
Одним з антирелігійних журналістів був Ярославський Омелян Михайлович (1878—1943): він працював водночас в декількох періодичних виданнях, що його не задовольняло. Мету мати хоча би одне періодичне видання, підконтрольне одному головному редакторові і виконало заснування газети «Безбожник» наприкінці 1922 року.
Запропонована наукова назва «Атеїст» була відхилена як незрозуміла більшості неписьменних мешканців, головного контингенту, котрого планували відвертати від релігії. Були скликані збори Московського комітету партії більшовиків, де і розглядали питання назви нової газети антирелігійного спрямування. Ярославський, присутній на зборах, виявив ініціативу і нагадав присутнім — «Коммунисты никогда не скрывают своих убеждений. Зачем? Нужно, чтобы нас знали. Пусть будет название — „Безбожник“»[джерело?].
21 грудня 1922 року вийшло з друку перше число недільної ілюстрованої газети «Безбожник».
Пильну увагу комуністичний уряд Москви та газета «Безбожник» приділяли атеїстичному вихованню молоді в школах. До боротьби був активно залучений і комсомол, вступ до якого вимагав обов'язкового атеїстичного світогляду. В школах запроваджують створення атеїстичних стінгазет.
Антирелігійна боротьба була перенесена і в радянську школу. Антирелігійна газета почала друкувати шкільні сторінки під назвою «Геть поповщину зі школи» (рос. «Гоните поповщину из школы».) В період 1924–1925 років газета провела тематичний конкурс на найкращого вчителя-антирелігійника. Гаслом конкурсу став вислів «Не треба до слова „вчитель“ додавати слово „безбожник“, потрібно, аби інакше і бути не було» (рос. «Не надо к слову „учитель“ добавлять слово „безбожник“, надо, чтобы иначе и быть не могло»).

## Відділки
І редакція газети «Безбожник», і всі її тематичні додаткові видання керувались принципом «Боротьба проти релігії — є боротьба за соціалізм». Офіційно газета була органом створеного в Москві — Центрального Союзу войовничих безбожників. Майже постійним її редактором і дописувачем і став О. М. Ярославський.
Перше число газети «Безбожник» відкрила редакційна і програмна стаття «Релігія — опіум для народу». Стаття була створена відповідно до настанов статті В. І. Леніна «О значении воинствующего материализма», а також керуючись рішеннями XII партійного з'їзду ВКП (б).
На шпальтах газети «Безбожник» побутували специфічні сатиричні розділи —
- «Павуки і мухи»
- «Сільська пітьма»
- «У церковників»
- «Пролетарський віник»

## Галерея

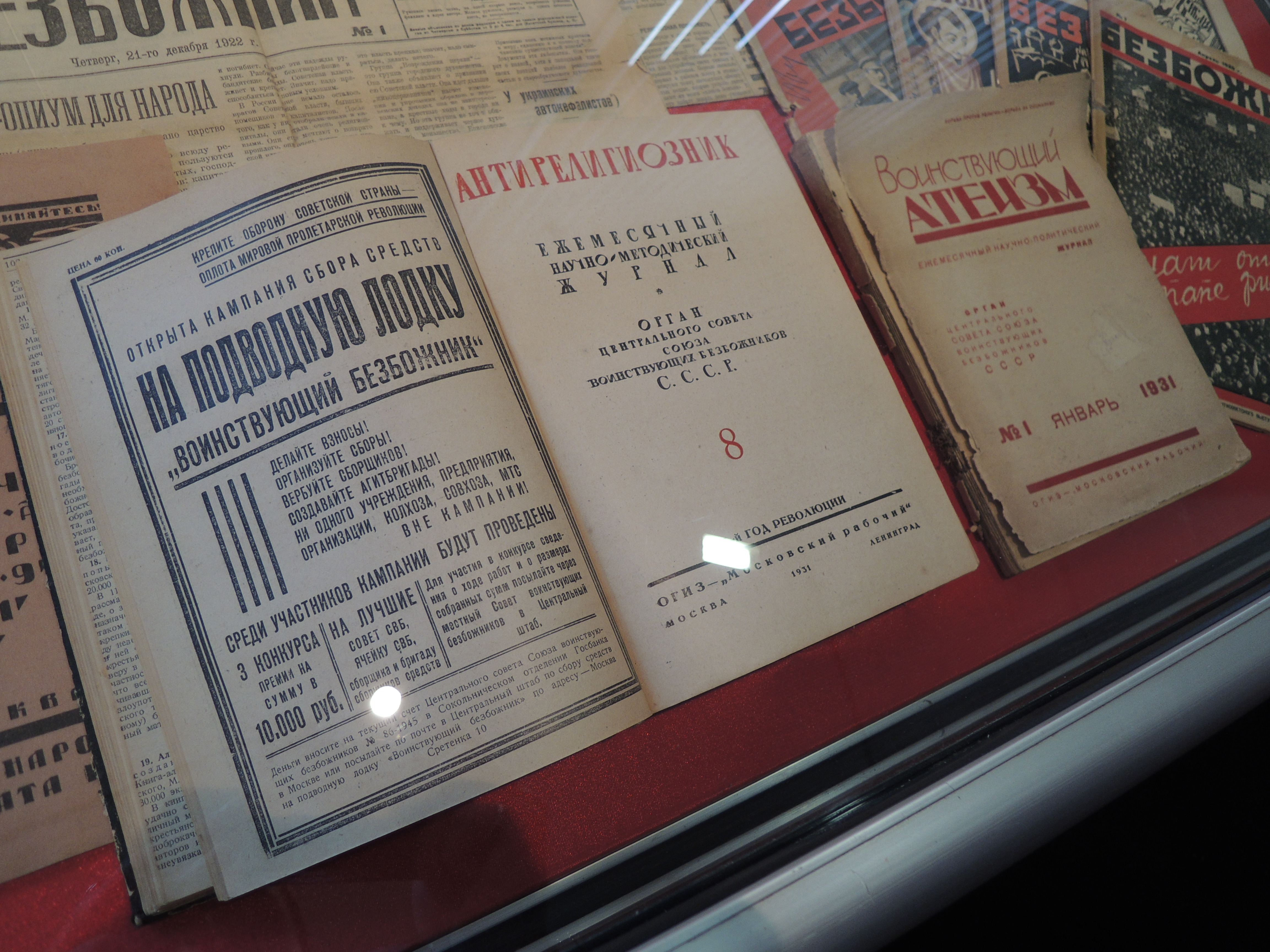
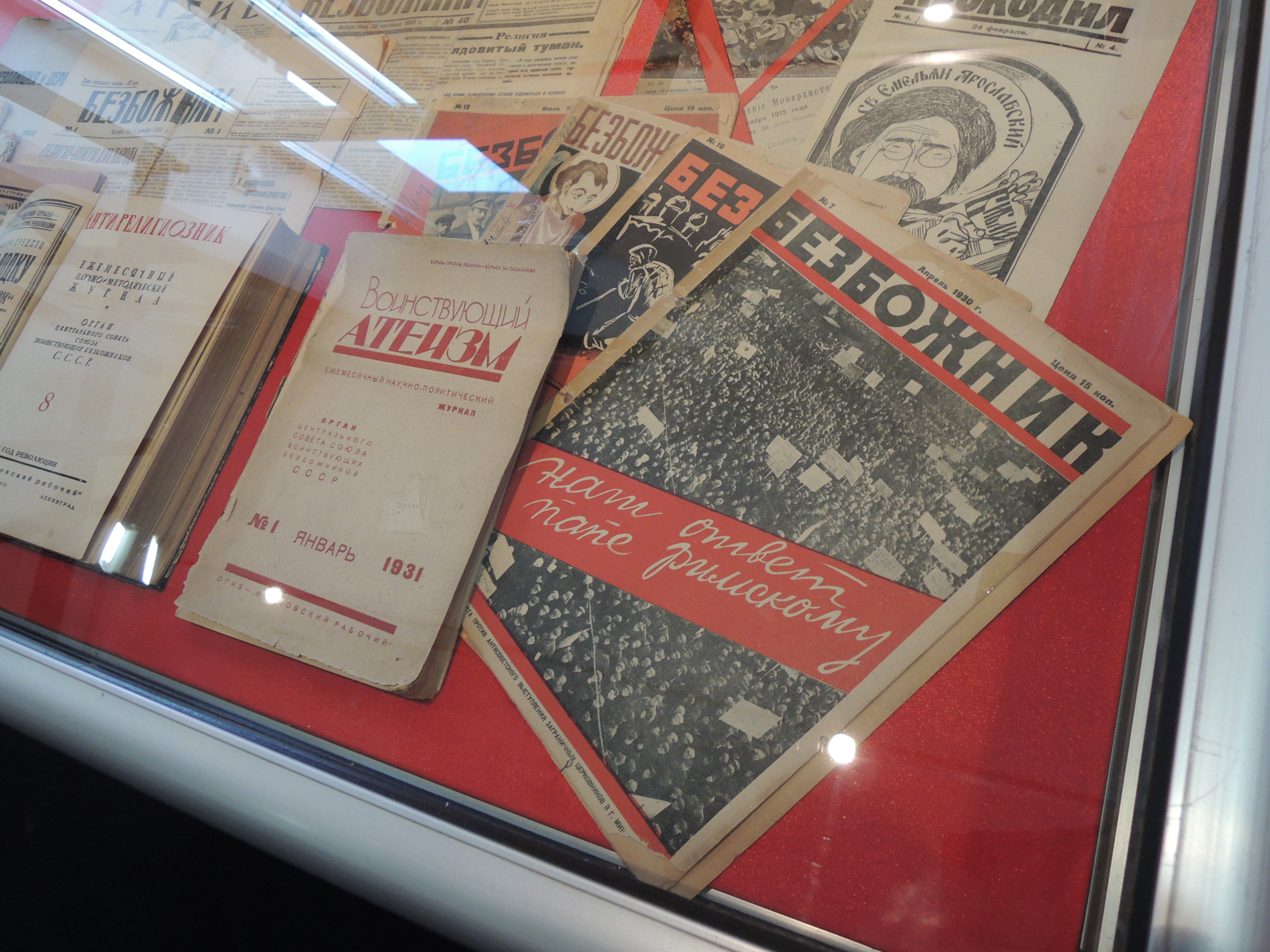